# Seraing-le-Château
Seraing-le-Château (en wallon Serè-l'-Tchestea) est une section de la commune belge de Verlaine située en Région wallonne dans la province de Liège. C'était une commune à part entière avant la fusion des communes de 1977.

## Démographie
- Sources:INS, Rem:1831 jusqu'en 1970=recensements, 1976= nombre d'habitants au 31 décembre

## Personnalité
- Guillaume de la Marck.